# مغارة

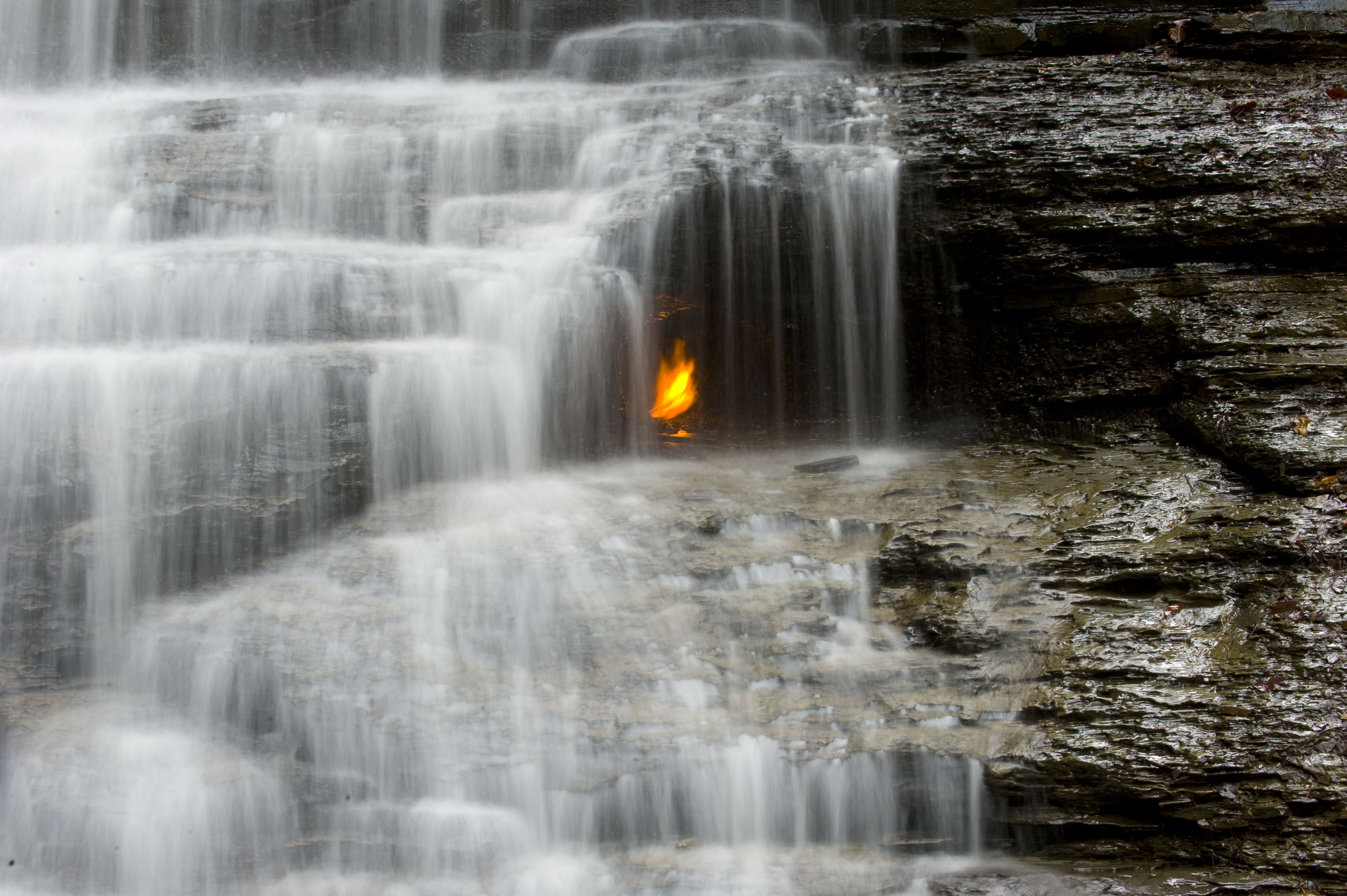
شلالات اللهب الخالدة في نيويورك لها شعلة أبدية داخل مغارة صغيرة خلف الشلالات

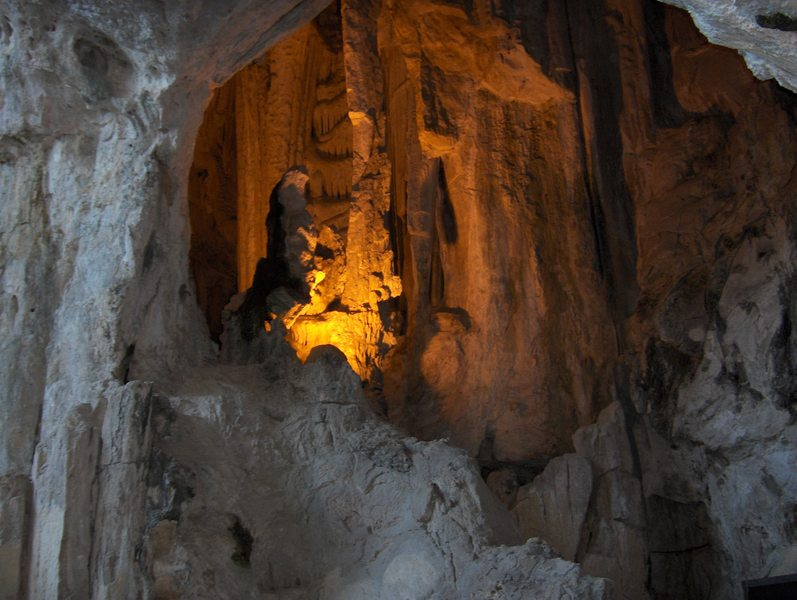
كهوف غارسيا في نويفو ليون، المكسيك

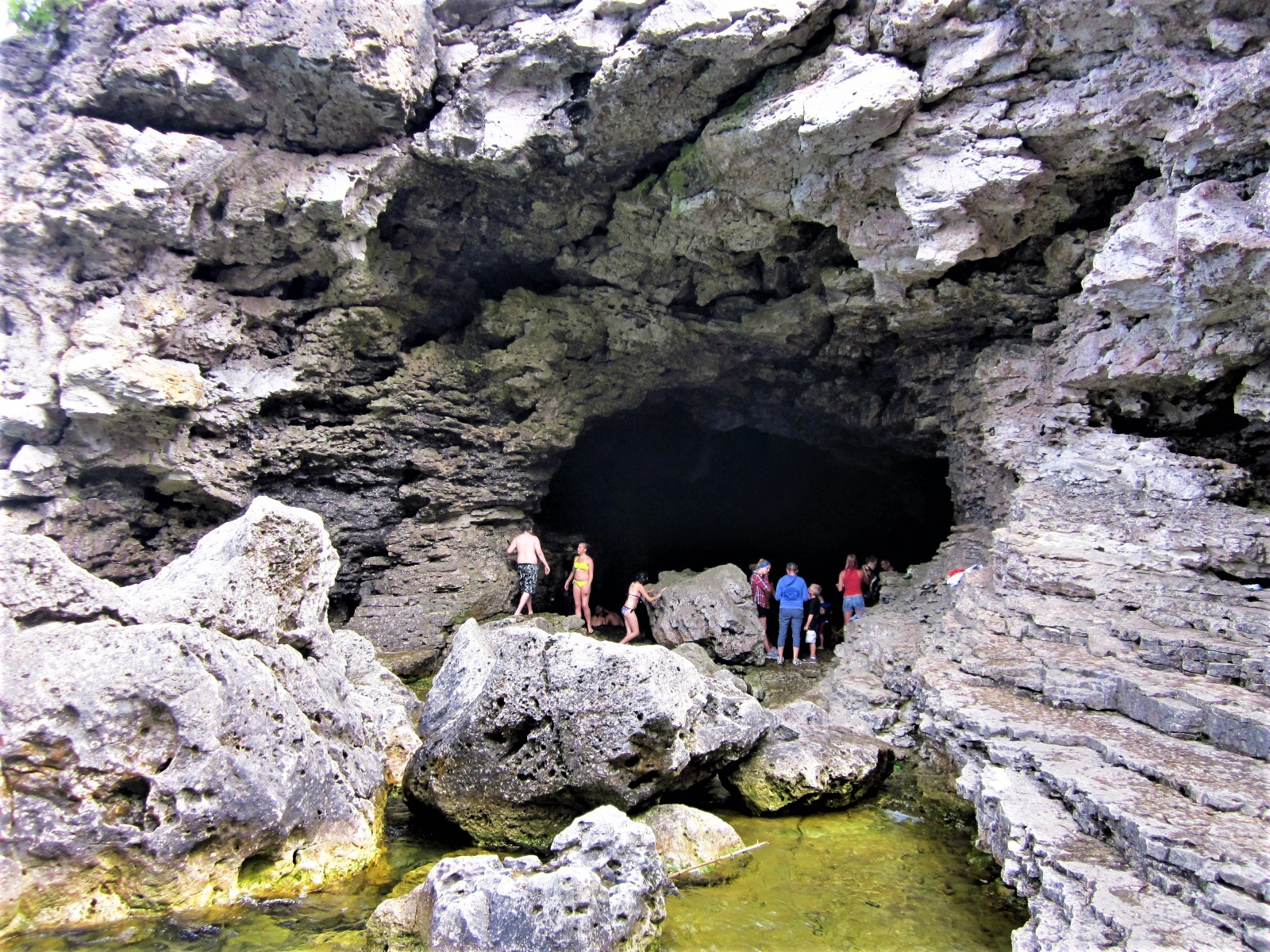
مغارة- أونتاريو - كندا

المغارة أو الغار أو الكهف هي كهف طبيعي أواصطناعي يستخدمها البشر في كل الأوقات والعصور القديمة الحديثة، وتاريخيا أو ما قبل التاريخ. غالبًا ما تكون المغارات التي تحدث بشكل طبيعي عبارة عن كهوف صغيرة بالقرب من المياه التي عادة ما تغمرها المياه أو تتعرض للفيضانات عند ارتفاع المد. في بعض الأحيان، تستخدم الكهوف الاصطناعية كميزات للحديقة . يُعد الكهف الأزرق في كابري مثال على الكهوف الطبيعية الشهيرة على شاطئ البحر.
سواء في مياه المد والجزر أو في أعالي التلال ، تتكون المغارات بشكل عام من جيولوجيا الحجر الجيري، حيث أدت حموضة المياه الراكدة إلى إذابة الكربونات في مصفوفة الصخور أثناء مرورها عبر ما كان في الأصل شقوقًا صغيرة.[بحاجة لمصدر]